# El Molar (Madrid)
El Molar – miasto w Hiszpanii we wspólnocie  autonomicznej Madryt, 45 km na północ od Madrytu. Miejscowość leży w pobliżu pasma górskiego Sierra Norte. 
Pierwsze oznaki zamieszkiwania, które dały początek obecnemu miastu, pochodzą ze średniowiecza, ze znaną rodziną Sánchez Algara. 